# Vierzahlensatz
Als Vierzahlensatz bezeichnet man in der Mathematik einen die Proportionen von Zahlen betreffenden Satz aus den Elementen des Euklid.
Es handelt sich um den 19. Satz aus Buch 7, in dem die Teilbarkeit und Primzahlen behandelt werden. Aus diesem Satz werden die zentralen Sätze der euklidischen Zahlentheorie gewonnen, insbesondere der Fundamentalsatz der Arithmetik.

## Formulierung bei Euklid
Wenn vier Zahlen {\displaystyle A,B,C,D} proportioniert sind, so ist das Produkt aus der ersten und vierten dem Produkt aus der zweiten und dritten gleich. Und wenn das Produkt aus der ersten und vierten dem Produkt aus der zweiten und dritten gleich ist, so sind solche vier Zahlen {\displaystyle A,B,C,D} proportioniert.

## Erläuterungen
Bezugnehmend auf die Definition von „Verhältnis“ in Buch 5 definiert Euklid in Buch 7 (Definition 20):
Zahlen sind proportioniert, wenn die erste von der zweiten, und die dritte von der vierten, entweder einerlei Teil, oder einerlei vielfacher Teil sind.
In heutiger Sprache bedeutet diese Definition: Für natürliche Zahlen {\displaystyle a,b,c,d} stehen die Verhältnisse {\displaystyle a:b} und {\displaystyle c:d} in Proportion (d. h., es gilt {\displaystyle a:b=c:d}) genau dann, wenn es natürliche Zahlen {\displaystyle m,n,x,y} gibt mit {\displaystyle a=mx,\ b=nx,\ c=my,\ d=ny.}
Der Vierzahlensatz bedeutet dann in heutiger Sprache, dass aus der Proportionalität {\displaystyle a:b=c:d} die Gleichheit {\displaystyle ad=bc} folgt und umgekehrt.

## Folgerungen
Aus dem 19. Satz folgt, dass irreduzible Elemente prim sind (Euklids Lemma) sowie die Eindeutigkeit der Zerlegung in irreduzible Elemente. Er ist äquivalent dazu, dass aus {\displaystyle a\mid bc} und {\displaystyle ggT(a,b)=1} stets {\displaystyle a\mid c} folgt.

## Verallgemeinerungen
Der Vierzahlensatz gilt in allen ggT-Ringen (Integritätsringen, in denen je zwei Elemente einen größten gemeinsamen Teiler besitzen). Insbesondere gilt er in euklidischen Ringen.